# Le Marais (Lens-Saint-Remy)
Le Marais est un hameau de la commune belge de Hannut, située en province de Liège et en région wallonne.
Ce hameau est un ensemble de maisons situées à l'écart du village de Lens-Saint-Remy, et du fond de Blehen, à 6 km de la ville de Hannut. Il est situé à l'emplacement de l'ancien hameau de Jardegnée.
Il est composé de deux parties : - le Petit-Marais, situé à cheval sur les villages de Blehen et de Lens-Saint-Remy (rue du Petit-Marais, rue Ferdinand Dormal, rue du Petit-Marais, rue Joseph Siane, rue Entre-Deux-Villes, rue du Château)
- le Grand-Marais, situé aux sources lensoises du Geer, près du club de football et du bois des Chevées (fond de la rue Georges Touret, rue du Grand-Marais, rue Paquot, rue des Chevées). Une remarquable cense blanche compose ce hameau.
Le Marais est à 1 km de Lens-Saint-Remy, de Blehen, à 2 km d'Abolens et de Lens-Saint-Servais et à proximité de Geer et de Waremme.